# وانتی–گروپ گوبر
وانتی–گروپ گوبر (فرانسوی: Wanty–Groupe Gobert‎) یک تیم دوچرخه‌سواری در کشور بلژیک است.
این تیم که در سال ۲۰۰۸ تأسیس شده در تورهای قاره‌ای دوچرخه‌سواری شرکت می‌کند.